# 낙화유수 (나카모리 아키나의 노래)
〈낙화유수〉(일본어: 落花流水 랏카류스이[*])는 일본의 여가수 나카모리 아키나(中森明菜)의 45번째 싱글로 2005년 12월 7일에 발매하였다. (12cmCD: UMCK-5136) 작사는 마츠모토 다카시(松本隆)가, 작곡은 하야시다 켄지(林田健司)가, 편곡은 사카모토 마사유키(坂本昌之)가 담당하였고 유니버설 뮤직 재팬 소속의 레이블인 유니버설 시그마에서 출시되었다. B사이드 곡은 1986년에 출시되었던 나카모리의 14번째 싱글인〈DESIRE -정열-〉(DESIRE -情熱-)의 셀프커버 어레인지 버전으로 편곡은 우에스기 히로시(上杉洋史)가 도맡았다. 이전 싱글인 〈붉은 꽃〉, 〈처음 만난 그 날처럼〉이 곡 분위기가 다를 뿐 같은 멜로디를 쓰는 곡이었기 때문에 신곡으로서는 1년 7개월만에 내놓는 곡이었다. 이 곡은 또한 테레비 도쿄의 신춘 와이드 시대극 《천하소란 ~도쿠가와 삼대의 음모》(天下騒乱〜徳川三代の陰謀)의 주제가로도 사용되었다. B사이드에는 그녀의 히트곡인 〈DESIRE -정열-〉이 새로 편곡된 버전으로 수록되었는데 이 당시 그녀를 주제로 한 파칭코 게임 《CR 나카모리 아키나 가희전설》이 발매되었고 게임을 위해 편곡한 곡 중 대표로 〈DESIRE -정열-〉이 이번 싱글에 수록되었다.
2003년 12월 19일, 오리콘 주간 싱글 차트 43위로 처음 등장하여 차트 톱100을 4주 동안 지켰다.

## 수록곡
| #            | 제목                                                                                   | 작사            | 작곡            | 편곡              | 재생 시간 |
| ------------ | -------------------------------------------------------------------------------------- | --------------- | --------------- | ----------------- | --------- |
| 1.           | 〈〈낙화유수〉(落花流水)〉                                                             | 마츠모토 다카시 | 하야시다 켄지   | 사카모토 마사유키 | 4:08      |
| 2.           | 〈〈DESIRE -정열- (2005년 버전)〉 (DESIRE -情熱- (2005年ヴァージョン))〉               | 아키 요코       | 스즈키 키사부로 | 우에스기 히로시   | 4:23      |
| 3.           | 〈〈낙화유수〉(落花流水, instrumental)〉                                               |                 |                 |                   | 4:07      |
| 4.           | 〈〈DESIRE -정열- (2005년 버전)〉 (DESIRE -情熱- (2005年ヴァージョン, instrumental))〉 |                 |                 |                   | 4:23      |
| 총 재생 시간 | 총 재생 시간                                                                           | 총 재생 시간    | 총 재생 시간    | 총 재생 시간      | 17:01     |